# Zeuxine reginasilvae
Zeuxine reginasilvae är en orkidéart som beskrevs av Paul Ormerod. Zeuxine reginasilvae ingår i släktet Zeuxine och familjen orkidéer.
Artens utbredningsområde är Sri Lanka. Inga underarter finns listade i Catalogue of Life.